# إيفانز براشاو
إيفانز براشاو (بالإنجليزية: Evans Bradshaw)‏ هو عازف بيانو أمريكي، ولد في 1933 في ممفيس في الولايات المتحدة، وتوفي في 17 نوفمبر 1978.

## وصلات خارجية
- إيفانز براشاو على موقع ميوزك برينز (الإنجليزية)
- إيفانز براشاو على موقع أول ميوزيك (الإنجليزية)
- إيفانز براشاو على موقع ديسكوغز (الإنجليزية)